# Deutsche Davis-Cup-Mannschaft
Die deutsche Davis-Cup-Mannschaft ist die Tennisnationalmannschaft Deutschlands, die im Davis Cup eingesetzt wird. Die Mannschaft wurde auch im nicht mehr ausgetragenen World Team Cup in Düsseldorf eingesetzt. Das Davis-Cup-Team ist die Herrennationalmannschaft im Profitennis, die Damen vertritt die deutsche Fed-Cup-Mannschaft.

## Geschichte

### Frühe Erfolge bis zum Zweiten Weltkrieg
1913 nahm man als Deutsches Kaiserreich erstmals an diesem Wettbewerb teil, der damals noch International Lawn Tennis Challenge hieß. Das erste Spiel gegen Frankreich wurde mit 4:1 gewonnen, gegen die USA war die Mannschaft um Oscar Kreuzer, Friedrich Wilhelm Rahe, Heinrich Kleinschroth und Otto Froitzheim chancenlos und verlor mit 0:5. Froitzheim fungierte dabei als erster Kapitän. 1914 schied die Mannschaft erneut im Halbfinale der Weltgruppe aus, diesmal gegen Australien. Erst 13 Jahre später, in der Saison 1927, folgte die dritte Teilnahme des Deutschen Reichs. Im Viertelfinale der Europazone unterlag die Mannschaft der Südafrikanischen Union mit 1:4. Mit Kleinschroth und Froitzheim waren noch zwei Spieler der alten Mannschaft dabei, hinzu kamen Hans Moldenhauer und Heinz Landmann. 1928 erfolgte ein weiterer Viertelfinaleinzug, ehe man 1929 die Europazone gegen Großbritannien mit 3:2 gewinnen konnte. Im anschließenden Playoff-Spiel der Kontinentalgewinner musste das Deutsche Reich jedoch eine 0:5-Niederlage gegen die USA hinnehmen. Neu zur Mannschaft stieß Daniel Prenn, Conrad Weiss war seit dieser Saison Kapitän. Nach zwei schwachen Saisons wiederholte sich der Erfolg 1932; erneut unterlag die Mannschaft in den Playoffs aber den USA, diesmal mit 2:3. Es war die erste Saison von Gustav Jaenecke und von Gottfried von Cramm. Letzterer gehörte bis 1953 zur Mannschaft und ging als bester Spieler der deutschen Mannschaft in die Davis-Cup-Historie ein. Nach zwei wiederum eher erfolglosen Jahren gewann die Mannschaft zum dritten Mal die Europazone, diesmal mit 4:1 gegen die Tschechoslowakei. Im dritten Aufeinandertreffen mit den USA in der Playoff-Begegnung folgte mit einem 1:4 die dritte Niederlage. Neben von Cramm und Kai Lund wurde auch der letzte deutsche Grand-Slam-Sieger Henner Henkel eingesetzt. In den folgenden Saisons 1936, 1937 und 1938 erreichte die Mannschaft, die sich nun auf die internationalen Topspieler von Cramm und Henkel stützen konnte, dreimal hintereinander die Playoff-Begegnung. Dieser war 1936 ein 3:0-Sieg über Jugoslawien im Finale der Europazone vorangegangen. Henkel und von Cramm konnten gegen Australien jedoch nicht überzeugen und verloren die Partie mit 1:4, das für das Endergebnis bereits wertlose letzte Einzel bestritt Hans Denker. 1937 besiegte die Mannschaft im Finale der Europazone erneut die Tschechoslowaken mit 4:1, im Playoff mussten Henkel und von Cramm jedoch erneut eine Niederlage gegen USA hinnehmen, wenngleich diese mit 2:3 knapper ausfiel. Von Cramm verlor dabei das entscheidende fünfte Einzel gegen Don Budge im fünften Satz mit 6:8. In der Saison 1938 wurde Jugoslawien im Finale der Europazone mit 3:2 besiegt; in der Playoff-Begegnung traf die Mannschaft, die in dieser Saison auf von Cramm verzichten musste, zum zweiten Mal auf Australien. Die deutsche Mannschaft, vertreten durch Henkel und Georg von Metaxa, verlor die Partie mit 0:5. Fast hätte sie auch 1939 den Erfolg wiederholt, die Mannschaft um Henkel, Rolf Göpfert und Roderich Menzel verlor jedoch erstmals das Finale der Europazone. Jugoslawien gewann das Spiel knapp mit 3:2.
Bis zum Ausbruch des Zweiten Weltkriegs und der damit verbundenen Wettkampfpause hatten in der deutschen Mannschaft darüber hinaus Curt Bergmann, Eberhard Nourney, Hans Redl, Fritz Kuhlmann, Friedrich Frenz, Walter Dessart, Edgar Dettmer, Phillip Buss und Walter Demasius Einsätze. Kapitän waren unter anderem Friedrich Rahe und Heinrich Kleinschroth.

### Nachkriegszeit bis Ende der 1960er Jahre
Es dauerte bis zur Saison 1951, bis Deutschland wieder am Wettbewerb teilnahm, der nun unter dem heutigen Namen Davis Cup firmierte. Der Mannschaft gelang auf Anhieb der Einzug ins Finale der Europazone, in dem sie Schweden mit 0:5 unterlag. Da unter anderem Henner Henkel im Krieg an der Ostfront gefallen war, wurde die deutsche Mannschaft um neue Spieler ergänzt. Neben von Cramm und Göpfert kam Ernst Buchholz neu in die Mannschaft, zudem absolvierte Helmut Gulcz im Finale seinen ersten und einzigen Einsatz für Deutschland. Der Finaleinzug blieb für den Rest der 1950er Jahre der letzte große Erfolg, die Mannschaft kam nicht mehr über das Viertelfinale hinaus. Dieser Trend setzte sich bis zur Saison 1964 fort, als man erstmals wieder das Halbfinale erreichte. Erneut war es Schweden, das Deutschland mit Wilhelm Bungert, Wolfgang Stuck, Ingo Buding und Christian Kuhnke mit 3:2 aus dem Wettbewerb warf. Nach einem weiteren Aus im Viertelfinale in der Saison darauf erreichte Deutschland 1966 als Sieger der Europa-Gruppe B das Halbfinale der Interkontinental-Playoffs. Gegen Indien musste sich die Mannschaft um Bungert und Buding jedoch mit 2:3 geschlagen geben. Es folgte das Aus in der ersten Runde der Saison 1967. Die Saison 1968 verlief dann nahezu identisch; Sieg im Finale der Gruppe B der Europazone gegen Südafrika, 2:3-Niederlage gegen Indien im Halbfinale der Interkontinental-Playoffs. Bungert und Buding wurden ergänzt um Jürgen Faßbender und Karl Meiler. 1969 schied die Mannschaft im Halbfinale der Gruppe B der Europazone aus.
In den Jahren zwischen 1951 und 1969 wurde die Mannschaft zudem sporadisch ergänzt um die Spieler Peter Scholl, Engelbert Koch, Christoph Biederlack, Rupert Huber, Horst Hermann, Franz Feldbausch, Harald Elschenbroich und Dieter Ecklebe. Elschenbroich hatte mit zehn Berufungen die meisten Einsätze dieser Spieler.

### 1970 bis 1984: Erstes Finale, erster Abstieg
In der Saison 1970 erreichte die deutsche Mannschaft zum ersten Mal in ihrer Geschichte das Cup-Finale. In der Europazone setzte sich Deutschland in der Gruppe B zunächst gegen Dänemark, Ägypten, Belgien und die Sowjetunion durch. Bis dahin kamen neben Wilhelm Bungert und Christian Kuhnke noch Ingo Buding und Jürgen Faßbender zum Einsatz. Wie schon 1966 und 1968 traf Deutschland im Halbfinale der Interkontinental-Playoffs auf Indien und konnte das Duell diesmal klar mit 5:0 für sich entscheiden. Im Finale der Playoffs gewann Deutschland gegen Spanien mit 4:1. In beiden Partien sowie im folgenden Finale wurden nur noch Bungert und Kuhnke eingesetzt. So auch gegen die USA im Finale, gegen die bis dahin noch keine Begegnung gewonnen worden war. Bungert und Kuhnke schafften keinen einzigen Punktgewinn, sodass die von Kapitän Ferdinand Henkel geführte Mannschaft gegen die von Arthur Ashe angeführten US-Amerikaner mit 0:5 unterlag. In der folgenden Saison scheiterte Deutschland, ergänzt um den Debütanten Hans-Jürgen Pohmann, im Finale der Gruppe A der Europazone an Rumänien. Von 1972 bis 1974 unterlag man jeweils den Tschechoslowaken bereits im Halbfinale, von 1975 bis 1979 scheiterte die Mannschaft spätestens im Viertelfinale.
Zur Saison 1981 wurde im Davis Cup ein abgestuftes System mit einer Weltgruppe, bestehend aus 16 Mannschaften, eingeführt. Die acht unterlegenen Mannschaften der ersten Runde spielten in einer Playoff-Begegnung vier Absteiger in die Kontinentalzonen aus. Nachdem Deutschland sein Auftaktspiel gegen Argentinien mit 2:3 verloren hatte, musste es den Gang in die Relegation antreten. In São Paulo sicherte man die Zugehörigkeit zur Weltgruppe durch einen 3:2-Sieg über Gastgeber Brasilien. Ulrich Pinner und Peter Elter gewannen dabei jeweils ein Einzel und das Doppelpaar Hans-Dieter Beutel und Christoph Zipf gewann seine Partie in vier Sätzen. In der anschließenden Saison 1982 verlor man erneut das Auftaktspiel gegen die Tschechoslowakei und das Team musste nach einer Niederlage in der Relegation gegen Argentinien den ersten Abstieg in der Cup-Geschichte hinnehmen. Allerdings gelang der Mannschaft der direkte Wiederaufstieg 1983, als man Belgien, Israel und im Finale die Schweiz besiegte. Zur Aufstiegsmannschaft gehörten Michael Westphal, Andreas Maurer, Damir Keretic und Wolfgang Popp. 1984 scheiterte Deutschland gegen Argentinien ein weiteres Mal in der Auftaktrunde, verhinderte den zweiten Abstieg jedoch durch einen klaren 5:0-Sieg gegen Rumänien. Neben Westphal, Beutel und Popp kam auch Hans Schwaier zu seinem ersten Pflichtspiel.
Neben den genannten Spielern debütierten in den 15 Saisons zwischen 1970 und 1984 außerdem Reinhart Probst, Rolf Gehring, Ulrich Marten, Max Wünschig, Werner Zirngibl und Klaus Eberhard.

### 1985 bis 1995: Blütezeit mit drei Titelgewinnen
In der Saison 1985 konnte das deutsche Team zum zweiten Mal nach 1970 ins Davis-Cup-Finale einziehen. Im heimischen München unterlag die von Kapitän Wilhelm Bungert angeführte Mannschaft mit Boris Becker, der erstmals im Davis Cup antrat, sowie Michael Westphal und Andreas Maurer der schwedischen Mannschaft mit 2:3. Westphal verlor dabei das entscheidende Einzel gegen Stefan Edberg mit 1:3. Auf dem Weg zum Finale besiegte Deutschland zum ersten Mal das US-amerikanische Team, im Viertelfinale gelang ein knapper 3:2-Sieg. Die deutsche Mannschaft wurde daraufhin als Mannschaft des Jahres ausgezeichnet. In den beiden folgenden Saisons konnte die Mannschaft nicht an diese Leistung anknüpfen. Beide Male ging das Auftaktspiel verloren, der Klassenerhalt wurde aber durch ein 5:0 gegen Ecuador und ein 3:2 gegen die USA gesichert.
1986 gab Eric Jelen sein Debüt, in der anschließenden Saison kam Ricki Osterthun zu seinem einzigen Einsatz für die deutsche Davis-Cup-Mannschaft. 1987 übernahm Nikola Pilić das Amt des Kapitäns. Die Saison 1988 verlief nahezu perfekt. Mit Boris Becker und den Debütanten Patrik Kühnen und Carl-Uwe Steeb besiegte man Brasilien glatt mit 5:0, ehe Becker gemeinsam mit Eric Jelen Dänemark und Jugoslawien im Alleingang jeweils mit 5:0 besiegte. Im Finale gegen Schweden wurden alle vier Spieler eingesetzt. Steeb und Becker gewann ihre Auftaktpartien im Einzel, sodass ein knapper Fünfsatzsieg von Becker und Jelen im Doppel gegen Anders Järryd und Stefan Edberg den ersten Titelgewinn im Davis Cup für Deutschland bedeutete. Steeb verlor sein unbedeutendes zweites Einzel, während Kent Carlsson zur Partie gegen Kühnen nicht mehr antrat. Das Endresultat lautete demnach 4:1. 1989 gelang der deutschen Mannschaft die erfolgreiche Titelverteidigung. In derselben Besetzung besiegte sie auf dem Weg ins Finale Indonesien, die Tschechoslowakei und die USA. In dem in Stuttgart stattfindenden Finale hatten die Schweden mit 2:3 erneut das Nachsehen. Steeb verlor sein Auftaktspiel, während Becker beide Einzelpartien sowie das Doppel an der Seite von Eric Jelen gewann; Steeb verlor wiederum die zweite Einzelpartie. Eine zweite Titelverteidigung gelang Deutschland im Anschluss jedoch nicht, das Team schied im Viertelfinale gegen Argentinien aus. Auch 1991 musste man sich im Halbfinale den USA geschlagen geben. 1992 verlor man sogar die Auftaktpartie gegen Brasilien, allerdings konnte ein Abstieg durch ein klares 5:0 gegen Belgien verhindert werden. In diesen drei Jahren gaben sowohl Michael Stich als auch Jens Wöhrmann und Markus Zoecke ihr Debüt.
In der Saison 1993 gelang der deutschen Mannschaft der fünfte Finaleinzug. Mit zwei 4:1-Erfolgen über Russland und Tschechien zog Deutschland ins Halbfinale ein. Gegen Tschechien kam Marc-Kevin Goellner zu seinem ersten Pflichtspieleinsatz. Im Halbfinale wurde Schweden deutlich mit 5:0 besiegt. Im Finale traf Deutschland auf Australien, das zuvor den Titelverteidiger aus den USA in der ersten Runde besiegt hatte. Nach den beiden von Stich und Goellner gespielten Einzelpartien stand es 1:1-Unentschieden, ehe das Doppel Kühnen und Stich die Führung brachte. Die Entscheidung besorgte Stich mit einem glatten 3:0 über Richard Fromberg, der abschließende Sieg von Goellner über Jason Stoltenberg hatte nur noch statistischen Wert. Deutschland besiegte die Australier in Düsseldorf also mit 4:1.
Eine erneute Titelverteidigung gelang nicht. 1994 unterlag die Mannschaft um die beiden Einzelspieler Michael Stich und Bernd Karbacher im Halbfinale Russland mit 1:4. Mit Rückkehrer Boris Becker, der erstmals seit 1992 wieder im Team stand, gelang 1995 der erneute Halbfinaleinzug. Nach Einzelsiegen von Becker und Stich führte die deutsche Mannschaft bereits mit 2:0. Das Doppel Becker und Stich unterlag jedoch in fünf Sätzen. Für den wegen Rückenproblemen passenden Becker sprang Karbacher ein und verlor im Anschluss sein Einzel. Im entscheidenden fünften Einzel unterlag Stich dem Russen Andrei Tschesnokow im fünften Satz schließlich mit 12:14, nachdem er neun Matchbälle vergeben hatte. Russland zog mit 3:2 ins Endspiel ein. 1994 kamen Karsten Braasch und Bernd Karbacher neu in die Mannschaft.

### 1996 bis 2003: Mittelmaß und zweiter Abstieg
Mit David Prinosil und Hendrik Dreekmann debütierten 1996 zwei weitere Spieler. Diesmal scheiterte man bereits im Viertelfinale gegen Frankreich mit 0:5; 1997 setzte es für das Team, ergänzt um Jens Knippschild, sogar eine Auftaktniederlage gegen Spanien. Gegen Mexiko wurde vor heimischem Publikum in Essen der drohende Abstieg verhindert. Im Jahr darauf hatte man im Viertelfinale gegen die schwedische Mannschaft das Nachsehen, ehe es 1999 nach einer Auftaktniederlage gegen Russland erneut in die Relegation ging. Mit einem 4:1 über Rumänien hielt die deutsche Mannschaft die Klasse. In den Jahren 1998 und 1999 stießen mit Tommy Haas, Nicolas Kiefer und Rainer Schüttler neue Spieler zur Mannschaft, die für viele Jahre die Mannschaft als Stammspieler prägten. Zwischen 1997 und 1999 hatte zudem Boris Becker den Kroaten Nikola Pilić als Kapitän abgelöst, ehe Becker den Posten von 1999 bis 2001 an seinen ehemaligen Mannschaftskameraden Carl-Uwe Steeb weitergab. Im Jahr 2000 zog die Mannschaft um den Debütanten Michael Kohlmann ins Viertelfinale ein, musste gegen Australien jedoch eine 2:3-Niederlage hinnehmen. 2001 folgte erneut ein Erstrundensieg mit anschließender Niederlage im Viertelfinale. Dieses Mal verlor das deutsche Team gegen die Niederlande mit 1:4. In der Saison 2002 verabschiedete sich Deutschland bereits in der ersten Runde gegen Kroatien mit 1:4 aus dem Wettbewerb, sicherte sich aber in der Relegation den Klassenerhalt.
2003 stieg Deutschland nach einer 0:5-Niederlage gegen Argentinien in die Relegationsrunde ab. Dort verlor man in Sundern gegen Belarus und musste nach 1982 zum zweiten Mal in der Davis-Cup-Historie den Gang in die Kontinentalzone I Europa/Afrika antreten. Lars Burgsmüller und Tomas Behrend wurden in der Saison erstmals in die deutsche Mannschaft berufen. Michael Stich, ab 2001 Nachfolger von Steeb, trat zurück. Neuer Kapitän wurde Patrik Kühnen.

### 2004 bis heute: Wiederaufstieg 2005
Im Wettbewerb 2004 spielte Deutschland in der zweiten Runde der Europa-/Afrikazone I und besiegte Israel mit 5:0. Doch in der Relegationsrunde verloren die Deutschen in Bratislava mit 2:3 erneut gegen die Slowakei, die im Jahr darauf das Endspiel erreichen sollte. Alexander Waske und Florian Mayer debütierten in dieser Saison. Im darauf folgenden Jahr starteten sie einen neuen Anlauf, der mit einem 3:2-Sieg gegen Südafrika glückte und erreichten die Weltgruppe durch einen 3:2-Erfolg über die tschechische Mannschaft. 2006 verloren sie zu Beginn in Düsseldorf gegen Frankreich, in der Relegation konnten die Deutschen gegen Thailand den Klassenerhalt in der Weltgruppe feiern. Im Wettbewerb 2007 spielte Deutschland zunächst erfolgreich, das Team gewann gegen Kroatien und Belgien jeweils mit 3:2. Im Halbfinale unterlag die Mannschaft, seit dieser Saison ergänzt um Philipp Kohlschreiber, Philipp Petzschner und Benjamin Becker, Russland mit 2:3.
2008 und 2009 folgte zweimal der Einzug ins Viertelfinale, beide Male scheiterte man an Spanien. In den Spielzeiten kamen Christopher Kas, Michael Berrer, Andreas Beck und Mischa Zverev erstmals zum Einsatz.
2010 und 2011 folgten Niederlagen gegen Frankreich in der ersten Runde bzw. im Viertelfinale. Dabei absolvierte Simon Greul seine erste und einzige Partie. Im Davis Cup 2012 schied die Mannschaft in der ersten Runde gegen Argentinien aus und musste in der Relegation gegen Australien den Klassenerhalt sichern. Beim World Team Cup 2012 wurde die deutsche Mannschaft erstmals in der Geschichte des Wettbewerbs nicht vom aktuellen Davis-Cup-Kapitän (Patrik Kühnen), sondern von den Privattrainern der Spieler betreut. 2012 gab mit Cedrik-Marcel Stebe der insgesamt 96. Spieler sein Debüt für die deutsche Davis-Cup-Mannschaft. Stebe sicherte der Mannschaft beim knappen 3:2-Erfolg im Relegationsspiel gegen Australien durch einen glatten Sieg über Lleyton Hewitt im entscheidenden vierten Einzel den Klassenerhalt. Zuvor hatte die Mannschaft in der ersten Runde gegen Argentinien mit 1:4 verloren.
Auch 2013 unterlag die Mannschaft zum Auftakt gegen die Argentinier, diesmal mit 0:5. Tobias Kamke gab bei dieser Partie sein Debüt. Beim Relegationsspiel gegen Brasilien debütierten Daniel Brands und Martin Emmrich. Durch einen 4:1-Sieg konnte zum wiederholten Male der Abstieg verhindert werden. In der Saison 2014 erreichte die Mannschaft durch einen 4:1-Erfolg über Spanien das Viertelfinale. Dort unterlag sie Frankreich, gegen das Peter Gojowczyk und Andre Begemann debütierten, nach einer 2:0-Führung noch mit 2:3. 2015 unterlag Deutschland in der ersten Runde Frankreich mit 2:3. Dabei gewann Debütant Jan-Lennard Struff seine zweite Einzelpartie. Auch in der Folgesaison schied Deutschland bereits in der ersten Runde aus. Mit 2:3 unterlag die Mannschaft, für die Alexander Zverev erstmals spielte, gegen Tschechien. In der Relegationspartie gegen Polen, die mit 3:2 gewonnen wurde, debütierte Daniel Masur. 2017 spielten zum ersten Mal in der deutschen Davis-Cup-Geschichte mit Mischa und Alexander Zverev zwei Brüder gleichzeitig in einer Mannschaft. Dennoch scheiterten sowohl Kohlschreiber als auch das Zverev-Doppel in der ersten Runde knapp in fünf Sätzen gegen Belgien. Alexander Zverev, der sein erstes Spiel gewonnen hatte, unterlag ebenfalls im entscheidenden Einzel, die Partie ging letztlich mit 1:4 verloren. In der Relegation gegen Portugal sicherte vor allem Jan-Lennard Struff durch zwei Einzelsiege und einem Doppelerfolg mit Debütant Tim Pütz beim 3:2-Erfolg den Klassenerhalt. Neben Pütz gab auch Yannick Hanfmann gegen Portugal sein Debüt. Mit dem 3:1-Erfolg gegen Australien gelang der deutschen Mannschaft in der Saison 2018 zum ersten Mal seit vier Jahren wieder ein Sieg in der ersten Runde. Alexander Zverev gewann beide Einzel, dazu waren Tim Pütz und Jan-Lennard Struff im Doppel erfolgreich. 2019 erreichte die Mannschaft im neuen Turnierformat nach überstandener Qualifikation gegen Ungarn die Gruppenphase und besiegte dort sowohl Argentinien mit 3:0 als auch Chile mit 2:1. Im anschließenden Viertelfinale unterlag die Mannschaft Großbritannien mit 0:2. Beim Finalturnier gaben Andreas Mies und Kevin Krawietz im Doppel ihr Debüt für Deutschland. Auch 2020 kam es zu einem Debüt, als Dominik Koepfer zu seinem ersten Einsatz kam.

## Spieler der deutschen Mannschaft
| Jahr    | Spieler |
| 1981    | Uli Pinner, Rolf Gehring, Christoph Zipf, Hans-Dieter Beutel, Peter Elter                                                   |
| 1982    | Uli Pinner, Hans-Dieter Beutel, Rolf Gehring, Christoph Zipf, Wolfgang Popp, Michael Westphal, Andreas Maurer               |
| 1983    | Damir Keretic, Wolfgang Popp, Michael Westphal, Andreas Maurer                                                              |
| 1984    | Hans-Dieter Beutel, Wolfgang Popp, Michael Westphal, Andreas Maurer, Hans Schwaier                                          |
| 1985    | Boris Becker, Michael Westphal, Andreas Maurer, Hans Schwaier                                                               |
| 1986    | Boris Becker, Michael Westphal, Andreas Maurer, Eric Jelen                                                                  |
| 1987    | Boris Becker, Eric Jelen, Ricki Osterthun                                                                                   |
| 1988    | Boris Becker, Eric Jelen, Carl-Uwe Steeb, Patrik Kühnen                                                                     |
| 1989    | Boris Becker, Carl-Uwe Steeb, Eric Jelen, Patrik Kühnen                                                                     |
| 1990    | Michael Stich, Carl-Uwe Steeb, Eric Jelen, Jens Wöhrmann                                                                    |
| 1991    | Boris Becker, Michael Stich, Eric Jelen, Carl-Uwe Steeb                                                                     |
| 1992    | Boris Becker, Carl-Uwe Steeb, Eric Jelen, Markus Zoecke, Michael Stich                                                      |
| 1993    | Michael Stich, Marc-Kevin Goellner, Patrik Kühnen, Carl-Uwe Steeb                                                           |
| 1994    | Michael Stich, Marc-Kevin Goellner, Patrik Kühnen, Karsten Braasch, Bernd Karbacher                                         |
| 1995    | Boris Becker, Michael Stich, Markus Zoecke, Bernd Karbacher                                                                 |
| 1996    | Michael Stich, David Prinosil, Hendrik Dreekmann, Boris Becker, Marc-Kevin Goellner                                         |
| 1997    | Marc-Kevin Goellner, David Prinosil, Hendrik Dreekmann, Boris Becker, Jens Knippschild                                      |
| 1998    | Tommy Haas, Nicolas Kiefer, Boris Becker, David Prinosil                                                                    |
| 1999    | Tommy Haas, Nicolas Kiefer, Boris Becker, David Prinosil, Rainer Schüttler, Marc-Kevin Goellner                             |
| 2000    | Tommy Haas, Rainer Schüttler, Marc-Kevin Goellner, David Prinosil, Michael Kohlmann                                         |
| 2001    | Tommy Haas, Nicolas Kiefer, Marc-Kevin Goellner, David Prinosil, Jens Knippschild                                           |
| 2002    | Rainer Schüttler, Nicolas Kiefer, Tommy Haas, Michael Kohlmann, David Prinosil                                              |
| 2003    | Rainer Schüttler, Nicolas Kiefer, Lars Burgsmüller, Michael Kohlmann, David Prinosil, Tomas Behrend                         |
| 2004    | Tommy Haas, Florian Mayer, Nicolas Kiefer, Rainer Schüttler, Alexander Waske                                                |
| 2005    | Tommy Haas, Nicolas Kiefer, Rainer Schüttler, Alexander Waske                                                               |
| 2006    | Tommy Haas, Alexander Waske, Nicolas Kiefer, Florian Mayer, Rainer Schüttler, Michael Kohlmann                              |
| 2007    | Tommy Haas, Philipp Kohlschreiber, Michael Kohlmann, Alexander Waske, Benjamin Becker, Philipp Petzschner                   |
| 2008    | Philipp Kohlschreiber, Florian Mayer, Philipp Petzschner, Michael Berrer, Nicolas Kiefer                                    |
| 2009    | Philipp Kohlschreiber, Rainer Schüttler, Nicolas Kiefer, Christopher Kas, Andreas Beck, Mischa Zverev                       |
| 2010    | Philipp Kohlschreiber, Florian Mayer, Benjamin Becker, Christopher Kas, Simon Greul, Andreas Beck                           |
| 2011    | Philipp Kohlschreiber, Florian Mayer, Philipp Petzschner, Christopher Kas                                                   |
| 2012    | Philipp Petzschner, Florian Mayer, Tommy Haas, Cedrik-Marcel Stebe, Benjamin Becker                                         |
| 2013    | Philipp Kohlschreiber, Florian Mayer, Daniel Brands, Tobias Kamke, Martin Emmrich, Christopher Kas                          |
| 2014    | Tommy Haas, Philipp Kohlschreiber, Florian Mayer, Peter Gojowczyk, Daniel Brands, Tobias Kamke, Andre Begemann              |
| 2015    | Philipp Kohlschreiber, Jan-Lennard Struff, Benjamin Becker, Andre Begemann, Dustin Brown                                    |
| 2016    | Philipp Kohlschreiber, Alexander Zverev, Philipp Petzschner, Florian Mayer, Daniel Brands, Jan-Lennard Struff, Daniel Masur |
| 2017    | Philipp Kohlschreiber, Alexander Zverev, Mischa Zverev, Jan-Lennard Struff, Cedrik-Marcel Stebe, Tim Pütz, Yannick Hanfmann |
| 2018    | Alexander Zverev, Philipp Kohlschreiber, Jan-Lennard Struff, Tim Pütz                                                       |
| 2019    | Alexander Zverev, Philipp Kohlschreiber, Jan-Lennard Struff, Tim Pütz, Andreas Mies, Kevin Krawietz                         |
| 2020/21 | Philipp Kohlschreiber, Jan-Lennard Struff, Andreas Mies, Kevin Krawietz, Dominik Koepfer                                    |
| 2022    | Oscar Otte, Jan-Lennard Struff, Yannick Hanfmann, Tim Pütz, Kevin Krawietz                                                  |

## Teamchefs (Auswahl)
- Ferdinand Henkel
- Wilhelm Bungert (1985)
- Nikola Pilić (1987–1996)
- Boris Becker (1997–1999)
- Carl-Uwe Steeb (1999–2001)
- Michael Stich (2001–2003)
- Patrik Kühnen (2003–2012)
- Carsten Arriens (2013–2015)[3]
- Michael Kohlmann (seit 2015)

## Finalteilnahmen
Ergebnisse aus deutscher Sicht:
| Jahr | Finalort   | Finalgegner        | Ergebnis |
| ---- | ---------- | ------------------ | -------- |
| 1970 | Cleveland  | Vereinigte Staaten | 0:5      |
| 1985 | München    | Schweden           | 2:3      |
| 1988 | Göteborg   | Schweden           | 4:1      |
| 1989 | Stuttgart  | Schweden           | 3:2      |
| 1993 | Düsseldorf | Australien         | 4:1      |